# Абубакарі Якубу
Абубакарі Якубу (англ. Abubakari Yakubu, 13 грудня 1981, Тема, Гана — 31 жовтня 2017) — ганський футболіст, що грав на позиції півзахисника.
Виступав, зокрема, за клуби «Аякс» та «Вітесс», а також національну збірну Гани.
Дворазовий чемпіон Нідерландів. Володар Кубка Нідерландів.

## Клубна кар'єра
У дорослому футболі дебютував 1999 року виступами за команду клубу «Аякс». Відіграв за команду з Амстердама наступні п'ять сезонів своєї ігрової кар'єри. За цей час двічі виборював титул чемпіона Нідерландів, ставав володарем кубка Нідерландів.
2004 року перейшов до клубу «Вітесс», за який відіграв 5 сезонів. Завершив професійну кар'єру футболіста виступами за команду «Вітесс» у 2009 році.

## Виступи за збірну
2002 року дебютував в офіційних матчах у складі національної збірної Гани. Протягом кар'єри у національній команді, яка тривала 5 років, провів у формі головної команди країни 16 матчів.
У складі збірної був учасником Кубка африканських націй 2006 року в Єгипті.

## Досягнення
- Чемпіон Нідерландів:

«Аякс»: 2001–2002, 2003–2004
- Володар Кубка Нідерландів:

«Аякс»: 2001–2002